# BestZoo
BestZoo, voorheen: Vogel en Dierenpark “de Vleut”, is een kleine dierentuin waaraan ook een speeltuin verbonden is. Het is gelegen in de buurtschap De Vleut bij Best in Noord-Brabant. 

## Geschiedenis
De dierentuin werd in 1932 een officieel dierenpark. Daarvoor was er al een particuliere verzameling van exotische dieren. In de loop der jaren werden het park en het aantal dieren in gevangenschap verder uitgebreid. In 2003 kreeg de tuin een nieuwe naam, BestZoo. In 2007 is het park overgenomen door Zodiac Zoos en in 2010 doorverkocht aan een particulier.

## Dierencollectie
Anno 2025 worden in Best Zoo de volgende diersoorten gehouden: 

### Zoogdieren[1]
- Alpaca (Vicugna pacos)
- Beermarter (Arctictis binturong)
- Bruine kapucijnaap (Sapajus apella)
- Bruinkopslingeraap (Ateles fusciceps)
- Dwergezel (Equus asinus)
- Dwergmara (Dolichotis salinicola)
- Dwergzeboe (Bos indicus)
- Fossa (Cryptoprocta ferox)
- Gestreept stinkdier (Mephitis mephitis)
- Girgentanageit (Capra hircus)
- Goudkopleeuwaapje (Leontopithecus chrysomelas)

- Grijsgroen doodshoofdaapje (Saimiri sciureus)
- Hagenwallaby (Dorcopsis hageni)
- Jaguar (Panthera onca)
- Japanse eekhoorn (Sciurus lis)
- Kameel (Camelus bactrianus)
- Kleinklauwotter (Aonyx cinerea)
- Huismuis (Mus musculus)
- Parmawallaby (Notamacropus parma)
- Pinchéaapje (Saguinus oedipus)
- Ouessantschaap (Ovis aries)
- Resusaap (Macaca mulatta)

- Ringstaartmaki (Lemur catta)
- Rode neusbeer (Nasua nasua)
- Serval (Leptailurus serval)
- Sri Lankaanse panter (Panthera pardus kotiya)
- Stokstaartje (Suricata suricatta)
- Wallaroe (Osphranter robustus)
- Wolvarken (Sus domesticus)
- Wombat (Vombatus ursinus)
- Zebramangoeste (Mungos mungo)
- Zwarte brulaap (Alouatta caraya)
- Zuidelijke tamandoea (Tamandua tetradactyla)

### Vogels[2]
- Afrikaans purperhoen (Porphyrio alleni)
- Blauwe pauw (Pavo cristatus)
- Blauw-gele ara (Ara ararauna)
- Chinese kraanvogel (Grus japonensis)
- Edelpapegaai (Eclectus roratus)
- Europese bijeneter (Merops apiaster)
- Europese ijsvogel (Alcedo atthis)
- Goudfazant (Chrysolophus pictus)
- Gouldamadine (Chloebia gouldiae)
- Grasparkiet (Melopsittacus undulatus)
- Grijze kroonkraanvogel (Balearica regulorum)
- Grijze roodstaartpapegaai (Psittacus erithacus)
- Helmparelhoen (Numida meleagris)
- Himalayaglansfazant (Lophophorus impejanus)
- Indische loopeend (Anas domesticus)

- Jufferkraanvogel (Grus virgo)
- Kakariki (Cyanoramphus novaezelandiae)
- Kalkoen (Meleagris gallopavo)
- Kleine geelkuifkaketoe (Cacatua sulphurea)
- Kookaburra (Dacelo novaeguineae)
- Kuifhoenderkoet (Chauna torquata)
- Lady Ross' toerako (Tauraco rossae)
- Magoeariooievaar (Ciconia maguari)
- Mandarijneend (Aix galericulata)
- Maskerkievit (Vanellus miles)
- Monniksparkiet (Myiopsitta monachus)
- Papoeajaarvogel (Rhyticeros plicatus)
- Prelaatfazant (Lophura diardi)
- Rode ibis (Eudocimus ruber)
- Roodpootvalk (Falco vespertinus)

- Roodrugpelikaan (Pelecanus rufescens)
- Roze kaketoe (Eolophus roseicapilla)
- Roze pelikaan (Pelecanus onocrotalus)
- Sneeuwuil (Bubo scandiacus)
- Spiegelpauw (Polyplectron bicalcaratum)
- Vale woestijnvink (Rhodospiza obsoleta)
- Valkparkiet (Nymphicus hollandicus)
- Vietnamfazant (Lophura hatinhensis)
- Waaierduif (Goura victoria)
- Witmaskeribis (Plegadis chihi)
- Witte ooievaar (Ciconia ciconia)
- Zilverwangneushoornvogel (Bycanistes brevis)
- Zuidelijke hoornraaf (Bucorvus leadbeateri)
- Zwarte zwaan (Cygnus atratus)

### Reptielen[3]
- Baardagame (Pogona vitticeps)
- Geelwangschildpad (Trachemys scripta troostii)

- Koningspython (Python regius)

- Sporenschildpad (Centrochelys sulcata)